# كارولين كلايف
كارولين كلايف (بالإنجليزية: Caroline Clive)‏ (24 يونيو 1801 في المملكة المتحدة - 13 يوليو 1872 في )؛ شاعرة، كاتِبة وروائية بريطانية.